# Langset
Langset este o localitate din comuna Eidsvoll, provincia Akershus, Norvegia, cu o suprafață de 0,37 km² și o populație de 376 locuitori (2013).